# Oratorio di San Michele Arcangelo (Gambellara)
L'Oratorio di San Michele Arcangelo è una chiesa sussidiaria della parrocchia di Locara, ma ubicato a Torri di Confine, frazione del Comune di Gambellara, in provincia e diocesi di Vicenza; fa parte del vicariato di San Bonifacio-Montecchia di Crosara.

## Storia
La nobile famiglia Thiene, succeduta ai Da Lisca nel possesso di Torri di Confine col matrimonio tra Lisca Da Lisca e Clemente Thiene, all’inizio del XVI secolo decise di edificare un grande palazzo con una cappella gentilizia lungo la strada che conduce a Locara.
La dedicazione a San Michele Arcangelo, santo protettore dei confini, potrebbe denunciarne una certa antichità, anche se la chiesetta appare per la prima volta in una mappa del 1608. Questo fa propendere per una costruzione avvenuta qualche anno prima.
Dalla visita pastorale del Vescovo di Vicenza Giuseppe Maria Peruzzi del 1822 si deduce che è un Oratorio privato di casa Thiene, senza un cappellano che la officiasse.

## Descrizione

### L’esterno
L’Oratorio presenta una facciata a capanna con portale sopraelevato di tre gradini rispetto allo spiazzo antistante, con timpano spezzato. Appena sopra è collocato un piccolo stemma della famiglia Thiene, mentre più in alto troviamo una finestra a lunetta.

Sul culmine della facciata è collocata una croce metallica.

### L’interno
L’interno dell’Oratorio è stato sistemato di recente e presenta un'aula unica con copertura a capriate lignee.
Il presbiterio, di pianta quadrata e con copertura a crociera, innalzato di uno scalino, presenta un altare in stile barocco, in marmi policromi, con la centro una Madonna col Bambino datata 1706.
La pala d’altare del XVIII secolo appesa alla parete settentrionale era in origine collocata in fondo all’abside. Il soggetto raffigurato è ‘’L’Arcangelo Michele e San Gaetano Thiene’’, mentre in alto il Padre e il Figlio incoronano la Vergine Maria.
Una porta sul lato nord del presbiterio conduce alla sacrestia.

## Campanile
Sul lato sud della facciata si eleva un esile campanile a pianta quadrata, con cella campanaria aperta da monofore con arco a tutto sesto. Sopra la copertura vi è una croce in pietra.
Il campanile custodisce una piccola campana.